# Baloskion longipes
Baloskion longipes är en gräsväxtart som först beskrevs av Lawrence Alexander Sidney Johnson och O.D.Evans, och fick sitt nu gällande namn av Barbara Gillian Briggs och L.A.S.Joh. Baloskion longipes ingår i släktet Baloskion och familjen Restionaceae. Inga underarter finns listade i Catalogue of Life.